# Port-des-Barques
Port-des-Barques é uma comuna francesa na região administrativa da Nova Aquitânia, no departamento de Charente-Maritime. Estende-se por uma área de 5,66 km². Em 2010 a comuna tinha 1 788 habitantes (densidade: 315,9 hab./km²).